# Андельфінген (Цюрих)
Андельфінген (нім. Andelfingen ZH) — громада  в Швейцарії в кантоні Цюрих, округ Андельфінген.

## Географія
Громада розташована на відстані близько 120 км на північний схід від Берна, 27 км на північний схід від Цюриха.
Андельфінген має площу 6,7 км², з яких на 15,8% дозволяється будівництво (житлове та будівництво доріг), 46% використовуються в сільськогосподарських цілях, 33% зайнято лісами, 5,2% не є продуктивними (річки, льодовики або гори).

## Демографія
2019 року в громаді мешкало 2247 осіб (+20,8% порівняно з 2010 роком), іноземців було 13,4%. Густота населення становила 333 осіб/км².
За віковим діапазоном населення розподілялося таким чином: 23,4% — особи молодші 20 років, 57,2% — особи у віці 20—64 років, 19,4% — особи у віці 65 років та старші. Було 919 помешкань (у середньому 2,4 особи в помешканні).
Із загальної кількості 1551 працюючого 56 було зайнятих в первинному секторі, 672 — в обробній промисловості, 823 — в галузі послуг.